# Chicago Sky
Chicago Sky és un equip de la WNBA, la lliga professional de bàsquet femení, fundat l'any 2006. Té el seu estadi a la ciutat de Chicago, a l'estat d'Illinois. Disputa els seus partits al Wintrust Arena des del 2018. A diferència de la majoria d'equips de la WNBA, les Sky no són l'equip germà dels Chicago Bulls de l'NBA, el que es mostra evident en comprovar que tenen propietaris diferents, els seus equipaments no s'assemblen i juguen en diferent pavelló.

## Història
El febrer de 2005 el comissionat de l'NBA, David Stern, va anunciar que la ciutat de Chicago havia obtingut una franquícia a la lliga professional femenina. l'equip es va denominar temporalment WNBA Chicago. El 27 de maig de 2005 es va anunciar oficialment que l'antic jugador i entrenador de l'NBA, Dave Cowens, es faria càrrec de l'equip com entrenador.
El nom de l'equip així com el logo van debutar oficialment el 20 de setembre de 2006 al Adler Planetarium de Chicago. La presidenta de l'equip, Margaret Stender, va afirmar que els colors blau clar i or representen "un bonic dia a Chicago, entre el cel blau i la lluentor del sol sobreel espectacular horitzó de la ciutat".
El novembre de 2005 l'equip va acudir a un draft d'expansió per començar a donar forma a la seva plantilla, del qual van sortir jugadores com Brooke Wyckoff de Connecticut Sun, Bernadette Ngoyisa de San Antonio Silver Stars, Elaine Powell de Detroit Shock i Stacey Dales (retirada el 2005) de Washington Mystics.
El 18 de febrer de 2006 l'equip va anunciar que dos dels accionistes minoritaris de l'equip eren Michelle Williams, del grup Destiny's Child i Matthew Knowles, pare de la també component del grup inversor, Beyoncé Knowles.

## Debut
Les Chicago Sky van debutar el 2006, i en la seva primera temporada van pagar la patenta, acabant com pitjor equip de la lliga, després de guanyar únicament 5 dels 34 partits de la fase regular. Després de la temporada, Dave Cowens va abandonar l'equip per unir-se a l'equip tècnic dels Detroit Pistons, fitxant en el seu lloc a Bo Overton.
El 2007 l'equip es va presentar molt renovat i millorat, amb la incorporació de diverses jugadores. Van estar gairebé tota la temporada regular en llocs de play-offs, encara que finalment van acabar amb un balanç de 14 victòries i 20 derrotes, que les van deixar a tan sols 2 partits d'aconseguir la post-temporada. La seva jugadora novençana, la base Armintie Price va ser triada debutant de l'any.